# Angelo Maria Durini
Angelo Maria Durini (Milano, 29 maggio 1725 – Ossuccio, 28 aprile 1796) è stato un cardinale italiano della Chiesa cattolica, nominato da Pio VI.

## Biografia

### Infanzia
Angelo Maria nacque a Milano, il 29 maggio 1725 in seno alla famiglia Durini, subentrata ai De Leyva nel feudo di Monza. Era figlio di Giuseppe, secondogenito di Gian Giacomo II, e di Costanza Barbavara.

### Educazione
Avviato alla carriera ecclesiastica, perfezionò poi i suoi amati studi letterari a Parigi dove nel 1744 accompagnò lo zio vescovo Carlo Francesco che ivi era nunzio apostolico. A Parigi Angelo Maria rimase sino al 1754 per poi tornare a Roma ove studiò al Collegio Romano e poi all'Università La Sapienza, ottenendo il dottorato utroque iure il 9 giugno 1757. 

### Carriera ecclesiastica
Fece quindi ritorno in Francia come ablegato della nunziatura apostolica a Parigi con l'incarico assegnatogli dal pontefice di portare la berretta cardinalizia e la nomina a suo zio. Nel settembre 1757 fece definitivamente ritorno a Roma ove venne ammesso alla curia pontificia quale Referendario del Supremo Tribunale della Segnatura Apostolica. 
Internunzio in Francia, dal dicembre del 1759 divenne Inquisitore a Malta ove rimase per sette anni. Nel frattempo ottenne in commenda le abbazie di San Bassiano a Lodi dal giugno del 1765, quella di Sant'Abbondio di Como dal gennaio del 1769 e quella di San Dionigi a Milano dall'aprile del 1776.
Il 20 dicembre 1766 venne ordinato sacerdote ed il 22 dicembre successivo venne eletto arcivescovo titolare di Ancira per poi essere consacrato il 28 dicembre nella cappella del Palazzo del Quirinale per mano di papa Clemente XIII, assistito da Scipione Borghese, arcivescovo titolare di Teodosia, e da Ignazio Reali, arcivescovo titolare di Atena. Il Durini venne quindi nominato legato pontificio a Varsavia dal 1766 al 1776 e divenne contestualmente primo presidente e vice-legato della legazione di Avignone e del Contado Venassino dal 22 gennaio 1774.

### Cardinalato e morte
Il 20 maggio 1776 papa Pio VI lo elevò al rango di cardinale presbitero, ma il Durini, ormai ritiratosi intanto a vita privata, non si recò mai a Roma a ritirare il titolo cardinalizio corrispettivo, preferendo anzi per l'occasione far costruire nello stesso anno la Villa Mirabellino di Monza per ospitarvi i numerosi e illustri ospiti della sua villa padronale del Mirabello che successivamente, nel 1787, abbandonerà per quella ancor più prestigiosa di Balbiano sul lago di Como dove, sul dosso di Lavedo, farà costruire quella più piccola del Balbianello sulla falsariga del Mirabellino di Monza.
Morì il 28 aprile 1796 all'età di 70 anni. Fu sepolto a Como nella chiesa di Sant'Abbondio.

## Genealogia episcopale
La genealogia episcopale è:
- Cardinale Scipione Rebiba
- Cardinale Giulio Antonio Santori
- Cardinale Girolamo Bernerio, O.P.
- Arcivescovo Galeazzo Sanvitale
- Cardinale Ludovico Ludovisi
- Cardinale Luigi Caetani
- Cardinale Ulderico Carpegna
- Cardinale Paluzzo Paluzzi Altieri degli Albertoni
- Papa Benedetto XIII
- Papa Benedetto XIV
- Papa Clemente XIII
- Cardinale Angelo Maria Durini